# Ondřej Vaněk
Ondřej Vaněk, né le 25 juillet 1990 à Brno en Tchécoslovaquie, est un footballeur international tchèque, qui évolue au poste de milieu offensif.

## Biographie

### Carrière en club
Avec les clubs du FK Jablonec et du Viktoria Plzeň, Ondřej Vaněk dispute deux matchs en Ligue des champions, et 13 matchs en Ligue Europa, pour deux buts inscrits.

### Carrière internationale
Ondřej Vaněk compte 8 sélections avec l'équipe de Tchéquie depuis 2013,. 
Il est convoqué pour la première fois en équipe de Tchéquie par le sélectionneur national Michal Bílek, pour un match amical contre la Hongrie le 12 juin 2015. Lors de ce match, Ondřej Vaněk entre à la 66e minute de la rencontre, à la place de Josef Hušbauer. Le match se solde par un match nul de 1-1. 

## Palmarès
- Avec le FK Jablonec
  - Vainqueur de la Coupe de Tchéquie en 2013
  - Vainqueur de la Supercoupe de Tchéquie en 2013

- Avec le Viktoria Plzeň
  - Champion de Tchéquie en 2015 et 2016
  - Vainqueur de la Supercoupe de Tchéquie en 2015